# Ördögnyelv-fügekaktusz
Az ördögnyelv-fügekaktusz vagy kerekszárú fügekaktusz (Opuntia humifusa) egy kaktuszfaj. Eredetileg Észak-Amerikában honos, de ma már más földrészeken is megtalálható, így Magyarországon is irtják kivadult telepeit. Hidegtűrő faj, amely Európa keményebb telű országaiban is áttelel.

## Előfordulása

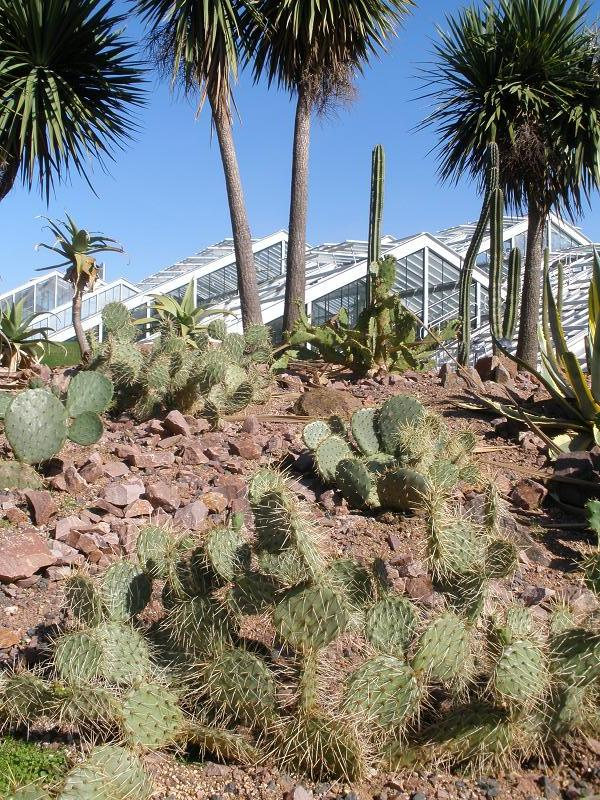
Ördögnyelv-fügekaktuszok a londoni Királyi Botanikus Kertekben

Az USA délkeleti területein, az Appalache-hegységtől nyugatra Missouri és Arkansas államok nyugati határáig honos fügekaktuszfaj. Különösen gyakori a Missouri és mellékfolyóinak völgyeiben a Nagy-tavak tájékától a Mexikói-öbölig, de előfordul még a mexikói Tamaulipas államban is. Északon, így Wisconsinban üde, zöld rétek és erdők határán él olyan helyeken, ahol az évi középhőmérséklet mindössze 7-8 °C, a csapadék pedig 700–800 mm; itt csak júliusban virágzik. Az Appalache-hegység keleti oldalán az Atlanti-óceán partjáig a hozzá rendkívül hasonló henye fügekaktusz (Opuntia compressa) váltja föl. Ezeket időnként egy, időnként két fajnak tekintik. Az Opuntia compressa hajtásai sárgászöldek, egy-egy areolájában legfeljebb két tövis nő, és fiatal hajtásaira a levelek rásimulnak.
Az ördögnyelv-fügekaktusz a Kárpát-medence számos területén a szabadban is áttelel. Sziklás európai tájakon, például Dél-Tirolban el is vadul; termései beérnek.

## Megjelenése

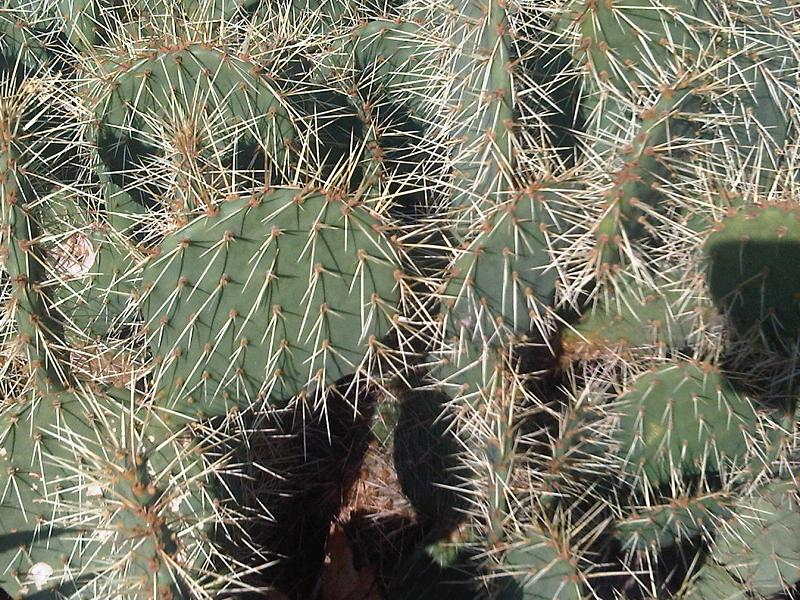
Ördögnyelv-fügekaktuszok közelről a Kewban

Alacsony, elfekve nő; 7–12 cm-es szártagjai hengeresek vagy tojásdad alakúak, sötétzöldek. 1,5–2,5 cm hosszú tövisei (areolánként 2–4) gyakorta lehullanak, horgasszőrei pirosasbarnák. Virágai 5–8 cm-esek, élénksárgák, a közepük gyakran pirosas. 3–5 cm-es termései pirosak. A lehullott termésekből seregestül kelnek ki a kis, vékony, hengeres, tövises magoncok, amelyek csak később laposodnak el és fekszenek a földre.